# Epeiromulona venezuelensis
Epeiromulona venezuelensis är en fjärilsart som beskrevs av William D. Field 1952. Epeiromulona venezuelensis ingår i släktet Epeiromulona och familjen björnspinnare. Inga underarter finns listade i Catalogue of Life.